# Stadionul Georgios Kamaras
Stadionul Georgios Kamaras este un stadion multifuncțional din Atena, Grecia. A fost construit în 1948, iar în prezent este folosit primordial pentru meciuri de fotbal și este stadionul domestic al clubului Apollon Smyrnis. Arena are o capacitate de 14.856 de locuri. Anterior a mai fost folosit de Olympiacos timp de doi ani (2002–2004) ca stadion domestic, din cauza construcției noului stadion Karaiskakis. Din 2005 stadionul poartă numele lui Georgios Kamaras, fost jucător glorios al lui Apollon.